# Valérie Simonin
Pour les articles homonymes, voir Simonin.
Joséphine Wilhelmine Simonin, connue comme comédienne sous le nom de Mlle Valérie est née le 19 décembre 1831 à Paris et morte le 25 juin 1919, villa Trianon, à Royan (quartier de  Pontaillac). Elle fut  également sculptrice, critique d'art, écrivaine et dramaturge (sous le pseudonyme de Gustave Haller, représentée ci-contre).

## Biographie
Fille de Pierre Charles Simonin, artiste chimiste, restaurateur de palimpsestes et livres anciens, elle reçoit une excellente éducation et une instruction très étendue.
Elle entre au Conservatoire de Théâtre de Paris en 1850, y suit les cours de déclamation de Samson et y remporte le 1er prix de comédie en 1852.
Elle débute au Théâtre de l'Odéon en septembre 1852, sous le nom de Valérie, dans les Filles sans dot puis en mars 1853 dans l’Honneur et l’Argent. À partir de juillet 1853 jusqu’en 1859, elle devient  Pensionnaire de la  Comédie Française, sous le nom de Mlle Valérie, où elle aura une carrière remarquée, notamment dans les rôles de soubrettes.
Dans le même temps, elle prend des cours de sculpture avec Roland Mathieu-Meusnier qui fera d'elle un buste en marbre (en 1854), présenté  à l'Exposition Universelle de 1855 et au Salon des Artistes français de 1857. Elle exposera elle-même pour la 1ère fois, à ce Salon, en tant que statuaire, une tête de Bacchante.
Mariée une 1ère fois, à Londres, en juin 1854 avec un ami et écrivain Léon Mallac, ce mariage est  annulé fin 1854, en France, mais il restait toujours valable en Angleterre.
Ayant rencontré à la Comédie Française Gustave-Eugène Fould et entamé une relation avec lui (contre l'avis de son père, le Ministre Achille Fould) et le couple souhaitant se marier, Valérie Simonin doit partir à Londres fin 1859, pour tenter de faire annuler son 1er mariage. Elle y part avec sa mère et Gustave Fould, où ils exercent le métier de restaurateurs de palimpsestes. Ce mariage ne sera finalement annulé qu'en ...1861 ! Le couple tentera alors de se marier mais n'y parviendra qu'en juin 1863, à Cologne, où leur première fille, Consuelo Fould naît en 1862 (hors mariage).
Valérie Simonin et Gustave Fould ne rentreront en France qu’en 1864 , y auront une seconde fille, Achille Valérie Fould (née en 1865), plus connue sous le nom de Georges Achille-Fould. Mais le couple se séparera en 1872.
Valérie Simonin prend alors le pseudonyme de Gustave Haller pour continuer sa carrière de sculptrice et entamer celle de critique d'art, d'écrivaine et de dramaturge.
Elle entame une liaison avec le prince George Barbu Știrbey ou Stirbei, de la famille princière de Valachie, installé depuis 1869 à Courbevoie au Château de Bécon. Elle fera un buste de lui en marbre en 1880 (conservé au musée Roybet Fould). Le Prince Stirbey adoptera ses 2 filles (fin 1888/début 1889), et épousera Valérie Simonin, veuve Fould, en 1895 (date à laquelle elle acquiert le titre de Princesse Stirbey).
Elle meurt le 25 juin 1919 à Royan mais est inhumée au cimetière du Père-Lachaise (70e division).

## Publications
- Le Médecin des dames (1870)
- Le Bleuet (1875)
- Vertu (1876)
- Aimez-vous ? (1877)
- Le Duel de Pierrot, comédie en 5 actes, représentée la première fois au théâtre du Gymnase dramatique le 22 juillet 1881, publié[7]
- Les Élections, comédie en 4 actes, d'après Robertson, représentée la première fois au théâtre du Gymnase dramatique le 17 août 1881 (non publié)[8]
- Le Sphynx aux perles (1884)
- Nos grands peintres (1899)
- Le Salon : 10 ans de peinture (1902)

## Sources
- Cecilia Beach, French Women Playwrights Before the Twentieth Century, 1994